# Guy Méano
Guy Méano, né le 11 novembre 1934 à Aix-en-Provence et mort le 1er février 2023 dans la même ville, est un footballeur français ayant évolué au poste d'attaquant. Il est le frère de Francis Méano, international français, décédé à l'âge de 22 ans dans un accident de la route.

## Carrière
Guy Méano, comme son frère Francis, commence sa carrière au SSMC Miramas, avant de rejoindre l'AS Aix-en-Provence. En 1953, quelques mois après que son frère aîné ait été tué dans un accident de la route, Guy Méano passe professionnel avec le club aixois, qui vient d'accéder à la deuxième division. Méano y reste trois saisons, le temps d'inscrire 35 buts.
Repéré par le Stade rennais UC, il rejoint la Bretagne en 1956. Le club breton vient de remonter en Division 1, et cherche à s'y fixer après plusieurs saisons en D2. Méano s'impose dans l'attaque rennaise, au côté de Stanislas Dombeck, Antoine Cuissard et Khennane Mahi notamment. Il inscrit dix buts pour sa première saison, mais cette performance est insuffisante pour empêcher une relégation immédiate. Un retour en D2 qui n'est que de courte durée, le Stade rennais obtenant sa promotion dans la foulée, bien aidé par un Méano qui marque 19 buts. Les deux saisons suivantes, il demeure titulaire, mais est obligé de s'exiler sur l'aile gauche de l'attaque, et marque moins de buts.
En 1960, il quitte Rennes et retourne sur la Côte d'Azur, signant à l'AS Cannes. Ce retour dans sa région natale s'accompagne cependant d'un retour en Division 2. Il reste trois saisons à l'ASC, sans permettre à son club de jouer autre chose que le milieu de tableau. En 1963, il met fin à sa carrière professionnelle en revenant à Miramas, dans le club de ses débuts.